# Mombeek
Le Mombeek est un ruisseau de Belgique, affluent de la Herck, donc sous-affluent de l'Escaut par le Démer, la Dyle et le Rupel.

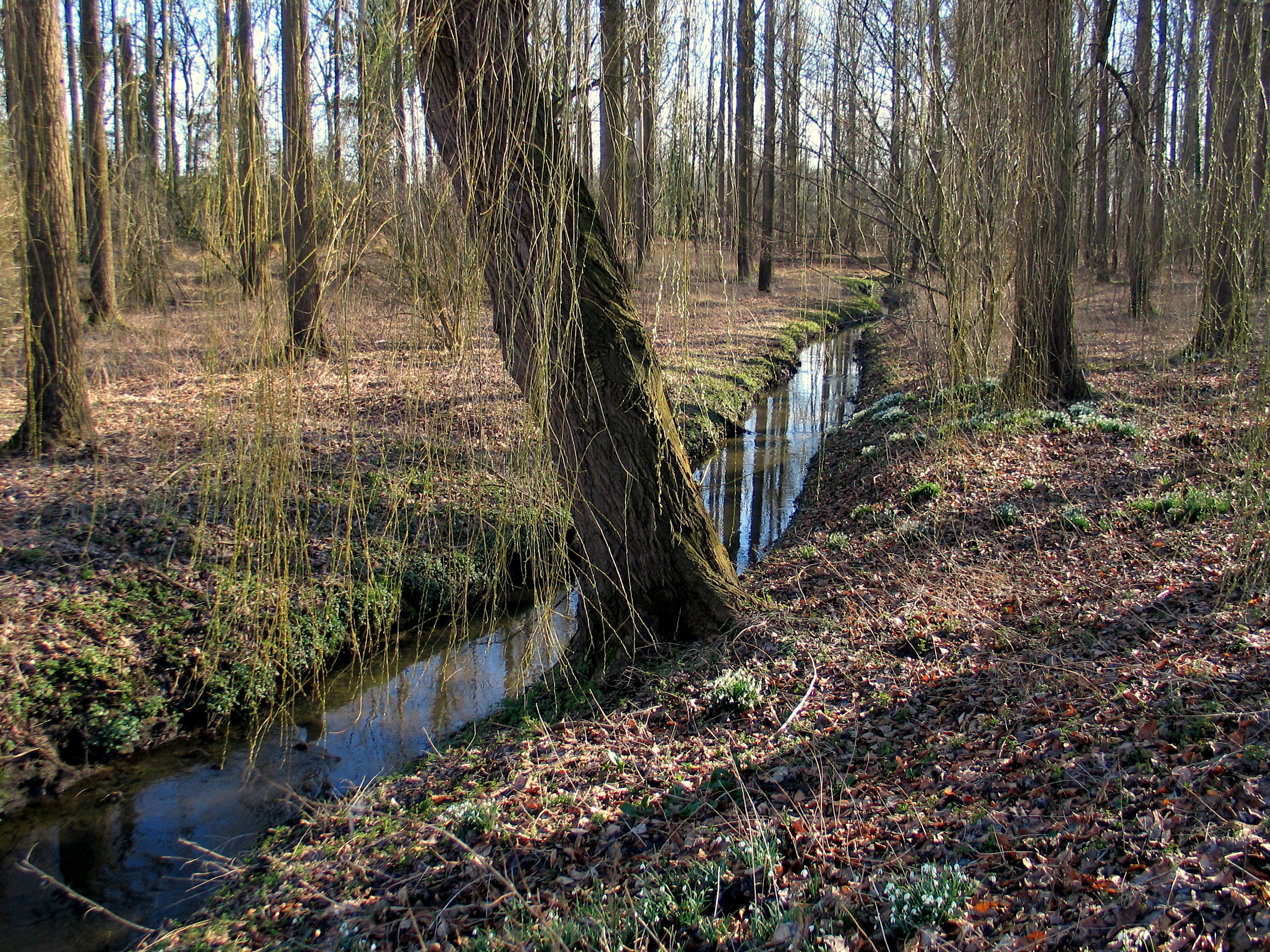
Entre Widoye et Bommershoven

## Géographie
Il prend sa source à Widoye, une entité de Tongres en province de Limbourg. Le Mombeek conflue avec la Herck à Herck-Saint-Lambert. 